# 2008年の東北楽天ゴールデンイーグルス
2008年の東北楽天ゴールデンイーグルスでは2008年シーズンについての東北楽天ゴールデンイーグルスの動向をまとめる。
この年の東北楽天ゴールデンイーグルスは、野村克也監督の3年目のシーズンである。チームスローガンは「Smart & Spirit 2008 考えて野球せぃ!」。

## チーム成績

### レギュラーシーズン
| 1 | 遊 | 渡辺直人       |
| 2 | 中 | 鉄平           |
| 3 | 三 | 草野大輔       |
| 4 | 一 | フェルナンデス |
| 5 | 指 | 山﨑武司       |
| 6 | 左 | リック         |
| 7 | 右 | 礒部公一       |
| 8 | 二 | 高須洋介       |
| 9 | 捕 | 藤井彰人       |
|   | 投 | 岩隈久志       |

| 順位      | 4月終了時         | 4月終了時         | 5月終了時         | 5月終了時         | 6月終了時        | 6月終了時        | 7月終了時           | 7月終了時           | 8月終了時        | 8月終了時        | 最終成績             | 最終成績             |
| --------- | ----------------- | ----------------- | ----------------- | ----------------- | ---------------- | ---------------- | ------------------- | ------------------- | ---------------- | ---------------- | -------------------- | -------------------- |
| 1位       | 西武              | --                | 西武              | --                | 西武             | --               | 西武                | --                  | 西武             | --               | 西武                 | --                   |
| 2位       | 楽天              | 1.5               | 日本ハム          | 2.0               | 日本ハム         | 1.0              | 日本ハム            | 4.5                 | ソフトバンク     | 8.0              | オリックス           | 2.5                  |
| 3位       | 日本ハム          | 2.0               | 楽天              | 4.0               | ソフトバンク     | 3.5              | ソフトバンク        | 5.5                 | オリックス       | 9.0              | 日本ハム             | 4.0                  |
| 4位       | ロッテ            | 2.5               | ソフトバンク      | 5.5               | 楽天             | 4.0              | オリックス          | 8.0                 | 日本ハム         | 10.0             | ロッテ               | 4.5                  |
| 5位       | ソフトバンク      | 4.5               | オリックス        | 10.0              | オリックス       | 10.0             | ロッテ              | 8.5                 | ロッテ           | 10.5             | 楽天                 | 11.5                 |
| 6位       | オリックス        | 7.5               | ロッテ            | 10.5              | ロッテ           | 10.5             | 楽天                | 11.5                | 楽天             | 15.5             | ソフトバンク         | 12.5                 |
| 期間 成績 | 17勝14敗 勝率.548 | 17勝14敗 勝率.548 | 12勝11敗 勝率.522 | 12勝11敗 勝率.522 | 8勝10敗 勝率.444 | 8勝10敗 勝率.444 | 5勝12敗2分 勝率.294 | 5勝12敗2分 勝率.294 | 7勝10敗 勝率.412 | 7勝10敗 勝率.412 | 16勝14敗1分 勝率.533 | 16勝14敗1分 勝率.533 |

| 順位 | 球団                         | 勝 | 敗 | 分 | 勝率 | 差   |
| 1位  | 埼玉西武ライオンズ           | 76 | 64 | 4  | .543 | 優勝 |
| 2位  | オリックス・バファローズ     | 75 | 68 | 1  | .524 | 2.5  |
| 3位  | 北海道日本ハムファイターズ   | 73 | 69 | 2  | .514 | 4.0  |
| 4位  | 千葉ロッテマリーンズ         | 73 | 70 | 1  | .510 | 4.5  |
| 5位  | 東北楽天ゴールデンイーグルス | 65 | 76 | 3  | .461 | 11.5 |
| 6位  | 福岡ソフトバンクホークス     | 64 | 77 | 3  | .454 | 12.5 |

| 順位 | 球団                         | 勝 | 敗 | 分 | 勝率 | 差   |
| 1位  | 福岡ソフトバンクホークス     | 15 | 9  | 0  | .625 | 優勝 |
| 2位  | 阪神タイガース               | 15 | 9  | 0  | .625 | 0.0  |
| 3位  | 北海道日本ハムファイターズ   | 14 | 10 | 0  | .583 | 1.0  |
| 4位  | 読売ジャイアンツ             | 14 | 10 | 0  | .583 | 1.0  |
| 5位  | 東北楽天ゴールデンイーグルス | 13 | 11 | 0  | .542 | 2.0  |
| 6位  | 広島東洋カープ               | 13 | 11 | 0  | .542 | 2.0  |
| 7位  | 中日ドラゴンズ               | 12 | 12 | 0  | .500 | 3.0  |
| 8位  | オリックス・バファローズ     | 11 | 13 | 0  | .458 | 4.0  |
| 9位  | 東京ヤクルトスワローズ       | 11 | 13 | 0  | .458 | 4.0  |
| 10位 | 千葉ロッテマリーンズ         | 10 | 14 | 0  | .417 | 5.0  |
| 11位 | 埼玉西武ライオンズ           | 10 | 14 | 0  | .417 | 5.0  |
| 12位 | 横浜ベイスターズ             | 6  | 18 | 0  | .250 | 9.0  |

- 同率の場合は前年の順位で上位のチームが上位にランクされる

## 個人成績

### 主な投手成績
- 色付きは規定投球回数（144イニング）以上の選手
- 太字はリーグ最高

| 岩隈久志 | 28 |  | 5 | 2 | 3 | 21 | 4 | 0 | 0 | .840 | 787 | 201.2 | 161 | 3 | 36 | 1 | 4 | 159 | 4 |

### 主な打撃成績
- 色付きは規定打席（446打席）以上の選手
- 太字はリーグ最高

| 選手     | 試 合 | 打 席 | 打 数 | 得 点 | 安 打 | 二 塁 打 | 三 塁 打 | 本 塁 打 | 塁 打 | 打 点 | 盗 塁 | 盗 塁 死 | 犠 打 | 犠 飛 | 四 球 | 敬 遠 | 死 球 | 三 振 | 併 殺 打 | 打 率 | 出 塁 率 | 長 打 率 | O P S |
| -------- | ----- | ----- | ----- | ----- | ----- | -------- | -------- | -------- | ----- | ----- | ----- | -------- | ----- | ----- | ----- | ----- | ----- | ----- | -------- | ----- | -------- | -------- | ----- |
| 高須洋介 | 123   | 449   | 383   | 44    | 108   | 20       | 1        | 4        | 142   | 45    | 6     | 1        | 32    | 1     | 29    | 0     | 4     | 38    | 10       | .282  | .371     | .338     | .709  |

## できごと

### 1月
- 1月19日 - 今季のスローガンが「Smart ＆Spirit2008 考えて野球せぃ!」に決定[1]
- 1月24日 - 木村一喜が登録名を「木村考壱朗」に変更[2]

### 2月
- 2月1日 - 本拠地の命名権契約を結んだ、日本製紙の偽装問題に関連して、宮城県が広告審査委員会を開き、一定期間社名を外す事などを条件に契約維持とした[3]

### 4月
- 4月2日 - 対ロッテ戦（Kスタ宮城）に勝利し、球団新記録の6連勝[4]。
- 4月3日 - 対ロッテ戦（Kスタ宮城）に勝利し、7連勝で球団創設以来初の単独首位浮上。楽天の山﨑武司が通算300本塁打[5]。

### 6月
- 6月1日 - リック・ショートが対広島戦（Kスタ宮城）の9回に三振の判定に対し、審判へ暴言を吐いたとして退場処分[6]。
- 6月18日 - 監督の野村克也が対阪神戦（甲子園）に敗れ、三原脩を抜いて監督として日本プロ野球最多の通算1454敗[7]。
- 6月25日 - 育成選手の中村真人を支配下選手登録、背番号は99[8]
- 6月27日 - ホセ・フェルナンデスが対ソフトバンク戦で日本プロ野球通算150本塁打、史上148人目[9]。

### 7月
- 7月15日 - 監督の野村克也が監督として通算3000試合出場[10]。
- 7月18日 - 牧野塁と広島の佐竹健太の交換トレードが成立[11]。
- 7月23日 - 育成選手の内村賢介をBCリーグ出身の選手では初の支配下選手登録[12]。
- 7月29日 - 新外国人選手のマーカス・グウィン、前日本ハムのフェルナンド・セギノールとの契約を発表[13]

### 8月
- 8月16日 -楽天対ロッテ戦で、山﨑武司が日本プロ野球通算350本塁打、史上23人目。岩隈久志が日本プロ野球通算1000投球回、史上314人目[9]。

### 9月
- 9月2日 - フェルナンド・セギノールが対オリックス戦で日本プロ野球通算150本塁打、史上150人目[9]。
- 9月22日 - 岩隈久志が対西武戦（西武ドーム）で先発して勝利投手となり、日本プロ野球では5年ぶりのシーズン20勝[14]。

### 10月
- 10月1日 - 佐藤宏志、戸部浩、木村考壱朗、吉岡雄二、沖原佳典、森谷昭仁、鷹野史寿、高波文一に戦力外通告[15]。小倉恒の現役引退が発表[16]。
- 10月4日 - 木谷寿巳が対西武戦で3回にクレイグ・ブラゼルの頭部に死球で危険球退場処分[17]。
- 10月5日 - インチェに戦力外通告[18]。
- 10月5日 - 岩隈久志が対ソフトバンク戦で勝利投手となり、日本プロ野球では1985年の佐藤義則以来、23年ぶりのシーズン21勝[19]。
- 10月7日 -パシフィック・リーグ公式戦全日程が終了。楽天の岩隈久志が最多勝、最優秀防御率、最高勝率の投手部門三冠王達成[20]。
- 10月9日 - 一軍投手コーチの紀藤真琴と来季の契約をしない事を発表[21]。
- 10月16日 - 二軍の本拠地として、これまでの山形蔵王タカミヤホテルズスタジアムに、利府町中央公園野球場を追加する事を発表[22]。
- 10月25日 - 投手コーチに佐藤義則が就任[23]

### 11月
- 11月7日 - 山下勝充に戦力外通告[24]
- 11月11日 - 巨人の小坂誠の金銭トレードでの獲得を発表[25]
- 11月29日 - 前中日の中村紀洋と契約合意[26]

### 12月
- 12月1日 - 今季の外国人選手のうち、ホセ・フェルナンデス、ドミンゴ・グスマンと来季の契約しないことを発表[27]。
- 12月2日 - 内村賢介の背番号を98から0に、中村真人の背番号を99から00にそれぞれ変更する事を発表[28]。
- 12月6日 - ダレル・ラズナー、マット・チルダースが入団。背番号はラズナーが17、チルダースが50[29]。

## 入団・退団

### シーズン開幕前
本節では、前シーズン終了から本シーズン開幕までの入退団について記述する。
| 選手名   | 背番号   | 前所属   | 備考     |
| 投手     | 投手     | 投手     | 投手     |
| 捕手     | 捕手     | 捕手     | 捕手     |
| 内野手   | 内野手   | 内野手   | 内野手   |
| 育成選手 | 育成選手 | 育成選手 | 育成選手 |
| -------- | -------- | -------- | -------- |

| 選手名 | 去就   |
| 投手   | 投手   |
| 内野手 | 内野手 |
| 外野手 | 外野手 |
| ------ | ------ |

### シーズン開幕後
本節では、本シーズン開幕から本シーズン終了までの入退団について記述する。
| 選手名 | 背番号 | 前所属 | 備考   |
| 投手   | 投手   | 投手   | 投手   |
| 内野手 | 内野手 | 内野手 | 内野手 |
| ------ | ------ | ------ | ------ |

| 選手名 | 去就 |
| 投手   | 投手 |
| ------ | ---- |

## 選手・スタッフ
| - 背番号変更 |

## ドラフト
| 順位             | 選手名   | ポジション | 所属                   | 結果 |
| ---------------- | -------- | ---------- | ---------------------- | ---- |
| 1位              | 藤原紘通 | 投手       | NTT西日本              | 入団 |
| 2位              | 中川大志 | 内野手     | 愛知・桜丘高           | 入団 |
| 3位              | 井坂亮平 | 投手       | 住友金属鹿島           | 入団 |
| 4位              | 井上雄介 | 投手       | 青山学院大学           | 入団 |
| 5位              | 楠城祐介 | 外野手     | パナソニック           | 入団 |
| 6位              | 辛島航   | 投手       | 飯塚高                 | 入団 |
| 育成選手ドラフト |          |            |                        |      |
| 順位             | 選手名   | ポジション | 所属                   | 結果 |
| 1位              | 森田丈武 | 内野手     | 香川オリーブガイナーズ | 入団 |